# Leonard Wood
Leonard Wood (Wínchester, 9 de octubre de 1860-7 de agosto de 1927) fue un médico y militar estadounidense que sirvió como jefe del estado mayor del ejército de los Estados Unidos y como gobernador general de Cuba y Filipinas. A los inicios de su carrera militar, fue galardonado con la Medalla de Honor.

## Inicios de su vida y carrera
Nacido en Winchester (Nueva Hampshire), asistió a la Academia de Pierce en Middleborough (Massachusetts), y a la escuela médica de Harvard obteniendo un máster en 1884 como interno en el hospital de la ciudad de Boston.
Ejerció como médico del ejército en 1885 y fue ubicado en Fort Huachuca (Arizona). En 1886 participó en la última campaña contra Gerónimo y fue galardonado con la medalla de honor en 1898 por llevar encargos través 100 millas por todo el territorio en conflicto y por comandar un destacamento de tropas cuyos oficiales se habían perdido.
En 1893, mientras se encontraba en Fort Mc Pherson ―en Atlanta (Georgia)―, Wood se enroló en la escuela técnica de Georgia, convirtiéndose en el primer entrenador de fútbol de la escuela. Como jugador y capitán hizo que su equipo ganara su primera victoria: 28 a 6 sobre la Universidad de Georgia.
Wood fue médico de cabecera de los presidentes de EE. UU., Grover Cleveland y William McKinley hasta 1898. Fue durante este periodo que desarrollo su amistad con Theodore Roosevelt (por entonces, secretario asistente del ejército).
Con el estallido de la guerra Hispano-Cubano-Estadounidense, Wood ―junto con Roosevelt―, organiza el primer regimiento voluntario de caballería, popularmente conocido como los Rough Riders (jinetes rudos), y encabezó dicho regimiento en el encuentro de la Batalla de las Guásimas.
Cuando el brigadier general de voluntarios, Samuel B. M. Young se enfermó, Wood fue promovido a esta posición y pasó a comandar la 2.ª Brigada del 5.º Cuerpo de la División de caballería (la cual incluía a los Rough riders) y llevó a dicha brigada a la famosa victoria de las colinas de Kettle, además de la victoria de las Alturas de San Juan.
Después de la Batalla de las Alturas de San Juan, Wood continuó dirigiendo la 2.ª Brigada de Caballería hasta el fin de la guerra. 
Finalizada esta se estableció en Cuba y fue nombrado en 1898, gobernador militar de Santiago de Cuba, siendo después, desde 1899 hasta 1901 gobernador general de toda la isla.
Durante su administración, se ocupó ―teniendo en cuenta su condición de médico― en mejorar las condiciones higiénicas y sanitarias en Cuba. Posteriormente fue promovido a brigadier general de Regulares.
En 1902 se embarcó hacia las Filipinas, donde sirvió como comandante de la División de Filipinas. Poco después fue designado como comandante del Departamento del Este.
En 1903, Leonard Wood fue promovido al cargo de mayor general y sirvió como gobernador de la provincia del Moro, en el que permaneció hasta 1906. Durante este periodo estuvo a cargo de varias sangrientas campañas contra los nacionalistas musulmanes, citando entre ellas, la Masacre del Cráter del Moro.
En 1910, presidió la delegación que representó a su país en los festejos del Centenario Argentino.

## Jefe del Estado Mayor del Ejército
En 1910, Wood fue nombrado jefe del Estado Mayor del Ejército por el presidente estadounidense William Howard Taft, a quien había conocido personalmente durante su estancia en las Filipinas. Como dato curioso es importante señalar que él ha sido el único médico que ha ocupado este cargo en toda la historia de los Estados Unidos.
Wood impulsó varios programas, entre ellos, el ROTC (programa de entrenamiento de la corporación de oficiales) y por la conscripción en tiempos de guerra. Además desarrolló el «Ejército móvil», que durante la Primera Guerra Mundial fue una de las principales armas de la ofensiva estadounidense.
En 1914, Leonard Wood fue relevado del cargo de jefe del Estado Mayor por William Wotherspoon debido a conflictos que tuvo con el presidente Wilson, en cuanto a la preparación del ejército.
Con la entrada de los estadounidenses en la Primera Guerra Mundial, Wood fue recomendado por los republicanos, especialmente por Henry Cabot Lodge, para ser comandante de campo pero la petición le fue denegada a pesar de la controversia que suscitó el hecho, de que el secretario de guerra de aquel entonces Newton Baker prefiriera para el cargo a John J. Pershing.
Wood continuó desempeñando cargos en el ejército como entrenador de la 10.ª y la 89.ª División de Infantería, localizadas ambas en Camp Funston.
En 1915 fueron publicadas dos obras de Leonard Wood: La obligación militar del ciudadano y Nuestra historia militar.
En las elecciones de 1920, Wood fue candidato a la presidencia de Estados Unidos por el Partido Republicano. Ese año ganó las primarias en Nueva Hampshire, pero perdió posteriormente en la convención. Su obvia inexperiencia política y la fuerte ayuda brindada a las tácticas anticomunistas del fiscal del tribunal supremo A. Mitchell Palmer le valió su estruendosa derrota. El candidato republicano de ese año resultó ser entonces Warren G. Harding.
Retirado del ejército en 1921, fue entonces designado como gobernador general de Filipinas (país invadido por Estados Unidos), cargo que desempeñó hasta 1927, ganándose mala fama por las medidas crueles y antipopulares de su administración.

## Muerte
En 1910 se le había diagnosticado un meningioma benigno, del cual se salvó gracias a su médico y amigo Harvey Williams Cushing, que logró extenderle la vida dos décadas más.
En Boston (Massachusetts), Leonard Wood fue sometido a cirugía por un tumor cerebral. Falleció después de la operación, el 7 de agosto de 1927. Sus restos fueron sepultados en el Cementerio Nacional de Arlington.